# Freibeuter (Schiff, 1930)
Freibeuter ist der Name eines Fahrgastschiffes, dessen Wrack im Hafen von Königs Wusterhausen liegt. 

## Geschichte
Das Schiff wurde 1930 bei Lahe in Saatwinkel für die Tegeler Reederei Bigalke gebaut und kam unter dem Namen Bussard in Fahrt. Kurz vor dem Zweiten Weltkrieg wollte Bigalke das Schiff auf der Bauwerft verändern lassen, hatte aber dann kein Geld mehr, um den Umbau zu bezahlen. Daraufhin stieg Erich Lahe senior selbst ins Reedereigeschäft ein und legte mit der Bussard den Grundstock für seinen Schiffsbestand. Laut Groggert nahm er das Schiff allerdings erst 1951 (wieder?) in Betrieb.
Bei einem Umbau 1969/70 wurde die Bussard deutlich vergrößert. Sie fuhr anschließend unter dem Namen Baden-Baden und war schließlich das letzte Rundfahrtschiff auf dem Tegeler See. 
Die Reederei Lahe existierte bis 1992. Danach wurde die Baden-Baden an die Reederei Bethke verkauft. Zehn Jahre später ging das Schiff in neue Hände über. Unter dem neuen Namen Laterna diente es, an der Fennbrücke liegend, als schwimmende Diskothek und Gaststätte. Das Konzept war offenbar nicht erfolgreich. 2003 sank die Laterna am Steg und musste von der Feuerwehr geborgen werden. Als Restaurant konnte sie nun nicht mehr genutzt werden. 2005 kaufte die Reederei Bethke das Schiff zurück, gestaltete es um und brachte es wieder in Fahrt. Wenig später allerdings vercharterte sie das Schiff an die Reederei Unger, die dem Schiff, das nun den Namen Freibeuter bekam, eine Art Piratenlook verpasste. Auf der Bordwand wurde mittels Airbrushtechnik eine Holzplankenstruktur mit weiteren Details aufgebracht. Nach wenigen Fahrten von Tegel in die Berliner Innenstadt wurde aber auch diese Episode im Dasein des Schiffes wieder beendet. 2011 wurde die Freibeuter an eine Handelsagentur in Mittenwalde verkauft und gelangte in den Hafen von Königs Wusterhausen, wo sie ungenutzt lag, bis sie 2018 erneut sank. Wiederum musste das Schiff geborgen werden. Halb gesunken lag das Schiff im Oktober 2021 in Königs Wusterhausen.